# Premier cru (Bourgogne)

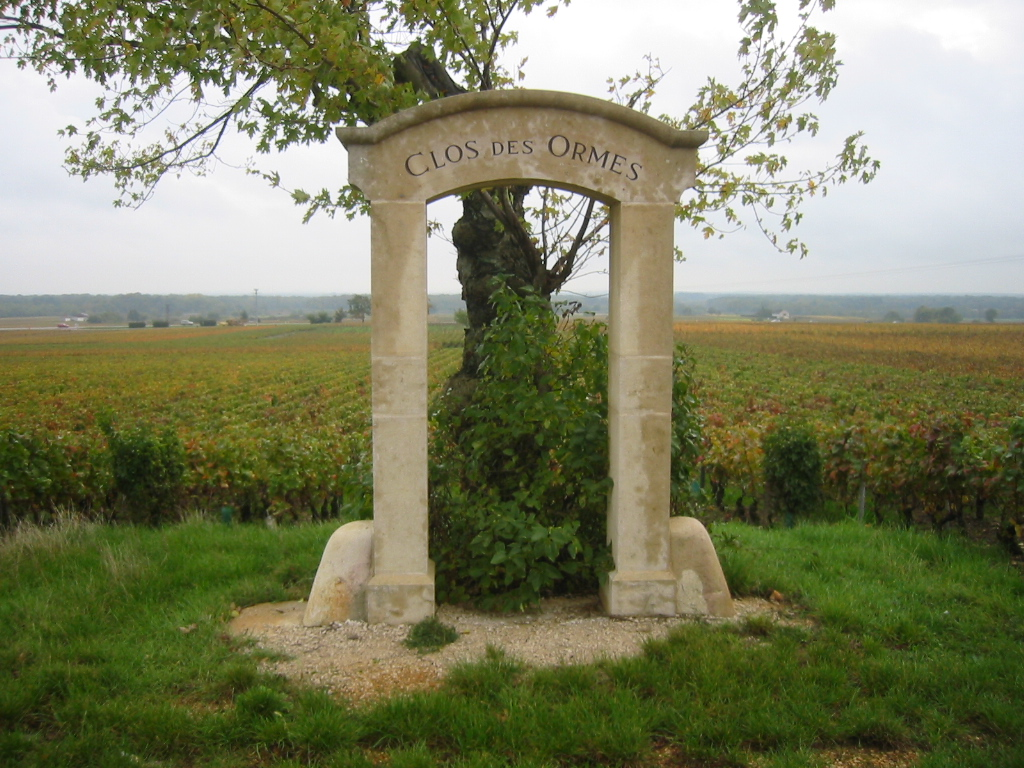
Le clos des Ormes, premier cru à Morey-Saint-Denis.

Un premier cru de Bourgogne est un vin classé au sein d'une appellation d'origine contrôlée (AOC) du vignoble de Bourgogne. Cette appellation est en deuxième position de la classification des quatre catégories suivantes : 
- appellation grands crus ;
- dénomination premier cru ;
- appellation communale ;
- appellation régionale.

## Catégories d'AOC en Bourgogne
Les vins de Bourgogne se regroupent en quatre grandes catégories :
- les appellations régionales, soit plus de la moitié de la production, provenant de l'ensemble du vignoble de Bourgogne ou d'une de ses sous-régions ; il y a sept AOC régionales (bourgogne[2], bourgogne-passe-tout-grains, etc.), auxquels on peut rajouter les quatorze dénominations géographiques de l'appellation bourgogne (bourgogne hautes-côtes-de-nuits, bourgogne tonnerre, etc.) et les 27 de l'appellation mâcon (mâcon Igé, mâcon Azé, etc.) ;
- les appellations communales, soit un tiers de la production environ ; il y a 45 AOC communales, également appelées « appellations villages » (chablis, pommard, nuits-saint-georges, givry, etc.), en y comptant les deux AOC sous-régionales (côte-de-beaune-villages et mâcon) ;
- les dénominations premiers crus, soit 10 % de la production ; il s'agit de dénominations au sein des appellations communales ; le nom de cette AOC doit être suivie du nom d'un climat classé en premier cru ; il y a 562 climats en premier cru (saint-aubin premier cru « Murger des dents de chien », santenay premier cru « la Comme », chablis premier cru « Fourchaume », etc.) ;
- les appellations grands crus, soit 1,5 à 2 % de la production ; il y a 33 AOC grands crus, dont trente-deux en Côte-d'Or (bienvenues-bâtard-montrachet, corton-charlemagne, bonnes-mares, romanée-conti, etc.) et une dans l'Yonne (les sept climats de chablis grand cru).

Si ces appellations et dénominations sont définies dans les différents cahiers des charges de l'INAO publiés par le ministère de l'Agriculture et homologués par des décrets, les notions d'« appellation régionale », « sous-régionale » et « communale », ainsi que la liste des vins entrant dans ces catégories ne sont pas officielles. Elles sont plutôt affaires de tradition éditoriale parmi les guides des vins, repris ensuite sur les sites spécialisés.

## Premiers crus
Les climats classés premiers crus concernent les terrains présentés comme les meilleurs terroirs, en général le milieu des versants les mieux exposés du Chablisien, de la côte de Nuits, de la côte de Beaune et de la côte chalonnaise. Sur les étiquettes le nom de l'AOC communale doit être suivi du nom du climat classé en premier cru (exemple : morey-saint-denis premier cru Clos des Ormes).
Il existe 562 dénominations premiers crus au sein de 28 appellations de vins de Bourgogne.
En octobre 2017, les vignerons de l'appellation pouilly-fuissé font la demande de reconnaissance d'une série de premiers crus à l'Institut national des appellations d'origine.

## Liste des premiers crus de Bourgogne
- Aloxe-corton
  - Clos des Maréchaudes
  - Clos du Chapître
  - La Coutière
  - La Maréchaude
  - La Toppe au Vert
  - Les Chaillots
  - Les Fournières
  - Les Guérets
  - Les Maréchaudes
  - Les Moutottes
  - Les Paulands
  - Les Petites Lolières
  - Les Valozières
  - Les Vercots
- Auxey-duresses
  - Bas des Duresses
  - Climat du Val
  - Clos du Val
  - La Chapelle
  - Les Bréterins
  - Les Duresses
  - Les Écusseaux
  - Les Grands Champs
  - Reugne
- Beaune
  - A l'Écu
  - Aux Coucherias
  - Aux Cras
  - Belissand
  - Blanches Fleurs
  - Champs Pimont
  - Clos de la Féguine
  - Clos de la Mousse
  - Clos de l'Écu
  - Clos des Avaux
  - Clos des Couchereux
  - Clos des Ursules
  - Clos du Roi
  - Clos Saint-Landry
  - En Genêt
  - En l'Orme
  - La Mignotte
  - Le Bas des Teurons
  - Le Clos des Mouches
  - Les Aigrots
  - Les Avaux
  - Les Boucherottes
  - Les Bressandes
  - Les Cent Vignes
  - Les Chouacheux
  - Les Épenotes
  - Clos des Fèves
  - Les Grèves
  - Clos des Marconnets
  - Les Montrevenots
  - Les Perrières
  - Les Reversées
  - Les Sceaux
  - Les Seurey
  - Les Sizies
  - Les Teurons
  - Les Toussaints
  - Les Tuvilains
  - Les Vignes Franches
  - Montée Rouge
  - Pertuisots
  - Sur les Grèves
  - Sur les Grèves-Clos Sainte-Anne
  - Theurons
  - Champimonts
- Blagny
  - Hameau de Blagny
  - La Garenne, ou Sur la Garenne
  - La Jeunelotte
  - La Pièce sous le Bois
  - Sous Blagny
  - Sous le Dos d'Ane
  - Sous le Puits
- Chablis
  - Beauroy
  - Berdiot
  - Beugnons
  - Butteaux
  - Chapelot
  - Chatains
  - Chaume de Talvat
  - Côte de Brechain
  - Côte de Cuissy
  - Côte de Fontenay
  - Côte de Jouan
  - Côte de Lechet
  - Côte de Savant
  - Côte de Vaubarousse
  - Côte des Pres Girots
  - Forêts
  - Fourchaume
  - Les Beauregards
  - Les Epinnotes
  - Les Fourneaux
  - Les Lys
  - L'homme mort
  - Melinots
  - Mont de Milieu
  - Montee de Tonnerre
  - Montmains
  - Morein
  - Pied d'Aloup
  - Roncières
  - Secher
  - Troesmes
  - Vaillons
  - Vau de Vey
  - Vau Ligneau
  - Vaucoupin
  - Vaugiraut
  - Vaulorent
  - Vaupulent
  - Vaux Ragons
  - Vosgros
- Chambolle-musigny
  - Aux Beaux Bruns
  - Aux Combottes
  - Aux Echanges
  - Derrière la Grange
  - La Combe d'Orveau
  - Les Amoureuses
  - Les Baudes
  - Les Borniques
  - Les Carrières
  - Les Chabiots
  - Les Charmes
  - Les Chatelots
  - Les Combottes
  - Les Cras
  - Les Feusselottes
  - Les Fuées
  - Les Groseilles
  - Les Gruenchers
  - Les Hauts Doix
  - Les Lavrottes
  - Les Noirots
  - Les Plantes
  - Les Sentiers
  - Les Véroilles
- Chassagne-montrachet
  - Abbaye de Morgeot
  - Blanchot Dessus
  - Bois de Chassagne
  - Cailleret
  - Champs Jendreau
  - Chassagne
  - Chassagne du Clos Saint-Jean
  - Clos Chareau
  - Clos Pitois
  - Clos Saint Jean
  - Dent de Chien
  - En Cailleret
  - En Remilly
  - En Virondot
  - Ez Cretz
  - Ez Crottes
  - Francemont
  - Guerchères
  - La Boudriotte
  - La Cardeuse
  - La Chapelle
  - La Grande Borne
  - La Grande Montagne
  - La Maltroie
  - La Romanée
  - La Roquemaure
  - Les Baudines
  - Les Boirettes
  - Les Bondues
  - Les Brussonnes
  - Les Champs-Gains
  - Les Chaumes
  - Les Chaumets
  - Les Chenevottes
  - Les Combards
  - Les Commes
  - Les Embazées
  - Les Fairendes
  - Les Grandes Ruchottes
  - Les Grands Clos
  - Les Macherelles
  - Les Murées
  - Les Pasquelles
  - Les Petites Fairendes
  - Les Petits Clos
  - Les Places
  - Les Rebichets
  - Les Vergers
  - Morgeot
  - Petingerets
  - Tête du Clos
  - Tonton Marcel
  - Vide Bourse
  - Vigne Blanche
  - Vigne Derrière
- Fixin
  - Clos de la Perrière
  - Clos Napoléon
  - En Suchot
  - La Perrière
  - Le Clos du Chapitre
  - Le Meix Bas
  - Le Village
  - Les Arvelets
  - Les Hervelets
  - Queue de Hareng
- Gevrey-chambertin
  - Au Closeau
  - Aux Combottes
  - Bel Air
  - Champeaux
  - Champonnet
  - Cherbaudes
  - Clos des Varoilles
  - Clos du Chapitre
  - Clos Prieur
  - Clos St Jacques
  - La Combe aux Moines
  - Craipillot
  - En Ergot
  - Estournelles Saint-Jacques
  - Fonteny
  - Clos des Issarts
  - La Bossière
  - La Perrière
  - La Romanée
  - Lavaux Saint-Jacques
  - Les Cazetiers
  - Les Corbeaux
  - Les Goulots
  - Petite Chapelle
  - Petits Cazetiers
  - Poissenot
- Givry
  - Vigne Rouge
  - Cellier aux Moines
  - Clos Charle
  - Clos de la Barraude
  - Clos du Cras Long
  - Clos du Vernoy
  - Clos Jus
  - Clos Marceaux
  - Clos Marole
  - Clos Saint-Paul
  - Clos Saint-Pierre
  - Clos Salomon
  - Crauzot
  - Cremillons
  - En Choue
  - La grande Berge
  - La Plante
  - Le Paradis
  - Le petit Pretan
  - Le Vigron
  - Les Bois Chevaux
  - Les Bois Gautiers
  - Les grandes Vignes
  - Les grands Pretans
  - Petit Marole
  - Servoisine
  - Pied de Chaume
- Ladoix
  - Basses Mourottes
  - Bois Roussot
  - En Naget
  - Hautes Mourottes
  - La Corvée
  - La Micaude
  - Le Clou d'Orge
  - Le Rognet et Corton
  - Les Buis
  - Les Grêchons et Foutrières
  - Les Joyeuses
- Maranges
  - Clos de la Boutière
  - Clos de la Fussière
  - La Fussière
  - Le Clos des Loyères
  - Le Clos des Rois
  - Le Croix Moines
  - Les Clos Roussots
- Mercurey
  - Clos de Paradis
  - Clos des Barraults
  - Clos des grands Voyens
  - Clos des Montaigus
  - Clos des Myglands
  - Clos du Château de Montaigu
  - Clos Marcilly
  - Clos Tonnerre
  - Clos Voyens
  - Grand Clos Fortoul
  - Griffères
  - La Bondue
  - La Cailloute
  - La Chassière
  - La Levrière
  - La Mission
  - Le Clos du Roy
  - Le Clos du Roy - La Favorite
  - Le Clos L'Evêque
  - Les Byots
  - Les Champs Martin
  - Les Combins
  - Les Crêts
  - Les Croichots
  - Les Fourneaux
  - Les Montaigus
  - Les Naugues
  - Les Paillets
  - Les Ruelles
  - Les Saumonts
  - Les Vasees
  - Les Velley
  - Sazenay
- Meursault
  - Blagny
  - Charmes
  - Clos des Perrières
  - Genevrières
  - La Jeunelotte
  - La pièce sous le Bois
  - Le Porusot
  - Les Bouchères
  - Les Caillerets
  - Les Cras
  - Les Gouttes d'Or
  - Les Plures
  - Les Santenots Blancs
  - Les Santenots du Milieu
  - Perrières
  - Poruzots
  - Sous Blagny
  - Sous le dos d'Ane
- Montagny
  - Champ Toizeau
  - Chazelle
  - Cornevent
  - Creux de beaux Champs
  - La Condemine du vieux Château
  - La grande Pièce
  - La Moullière
  - Le Clos Chaudron
  - Le Cloux
  - Le Clouzot
  - Le vieux Château
  - L'epaule
  - Les Bassets
  - Les Beaux Champs
  - Les Bonneveaux
  - Les Bordes
  - Les Bouchots
  - Les Burnins
  - Les Chaniots
  - Les Charmelottes
  - Les Coeres
  - Les Combes
  - Les Coudrettes
  - Les Craboulettes
  - Les Garchères
  - Les Gouresses
  - Les Jardins
  - Les Las
  - Les Macles
  - Les Maroques
  - Les Paquiers
  - Les Parrières
  - Les Pidances
  - Les Platieres
  - Les Resses
  - Les Treufferes
  - Les Vignes Derrière
  - Les Vignes des Pres
  - Les Vignes Longues
  - Mont Laurent
  - Montcuchot
  - Montorge
  - Saint-Morille
  - Saint-Ytages
  - Sous les Feilles
  - Vigne du Soleil
  - Vignes Couland
  - Vignes Saint-Pierre
  - Vignes sur le Cloux
- Monthélie
  - Clos des Toisières
  - La Taupine
  - Le Cas Rougeot
  - Le Château Gaillard
  - Le Clos Gauthey
  - Le Clou des Chênes
  - Le Meix Bataille
  - Le Village
  - Les Barbières
  - Les Champs Fulliots
  - Les Clous
  - Les Duresses
  - Les Hauts Brins
  - Les Riottes
  - Les Vignes Rondes
  - Sur la Velle
- Morey-saint-denis
  - Aux Charmes
  - Aux Cheseaux
  - Clos Baulet
  - Clos des Ormes
  - Clos Sorbe
  - Côte Rotie
  - La Bussière
  - La Riotte
  - Le Village
  - Les Blanchards
  - Les Chaffots
  - Les Charrières
  - Les Chenevery
  - Les Faconnières
  - Les Genavrières
  - Les Gruenchers
  - Les Milandes
  - Les Ruchots
  - Les Sorbets
  - Monts Luisants
  - Les Broc
- Nuits-saint-georges
  - Les Argillas
  - Aux Boudots
  - Aux Bousselots
  - Aux Chaignots
  - Aux Champs Perdrix
  - Aux Cras
  - Aux Murgers
  - Aux Perdrix
  - Aux Thorey
  - Aux Vignerondes
  - Chaines Carteaux
  - Château Gris
  - Clos Arlot
  - Clos de la Maréchale
  - Clos des Argillières
  - Clos des Corvées
  - Clos des Corvées Pagets
  - Clos des Forêts-St-Georges
  - Clos des grandes Vignes
  - Clos des Porrets Saint-Georges
  - Clos Saint-Marc
  - En la Perrière Noblot
  - La Richemone
  - Les Argillières
  - Les Cailles
  - Les Chaboeufs
  - Les Crots
  - Les Damodes
  - Les Didiers
  - Les Hauts Pruliers
  - Les Perrières
  - Les Petits Plets
  - Les Porêts Saint-Georges
  - Les Poulettes
  - Les Proces
  - Les Pruliers
  - Les Saints-Georges
  - Les Terres Blanches
  - Les Vallerots
  - Les Vaucrains
  - Roncière
  - Rue de Chaux
- Pernand-vergelesses
  - Clos Berthet
  - Creux de la Net
  - Les Caradeux
  - Clos de la Croix de Pierre
  - Île des Vergelesses
  - La Morand
  - Les Fichots
  - Les Plantes des Champs et Combottes
  - Les Quartiers
  - Sous Frétille
  - Les Vergelesses
  - Village de Pernand
- Pommard
  - Clos Blanc
  - Clos de la Commaraine
  - Clos de Verger
  - Clos des Epeneaux
  - Derrière Saint-Jean
  - En Largillière
  - La Chanière
  - La Platière
  - La Refène
  - Le Clos Micot
  - Le Village
  - Les Arvelets
  - Les Bertins
  - Les Boucherottes
  - Les Chanlins-Bas
  - Les Chaponnières
  - Les Charmots
  - Les Combes Dessus
  - Les Croix Noires
  - Les Fremiers
  - Les Grands Epenots
  - Les Jarolières
  - Les Petits Epenots
  - Les Pézerolles
  - Les Poutures
  - Les Rugiens Bas
  - Les Rugiens Hauts
  - Les Saussilles
  - Epenots
- Puligny-montrachet
  - Champ Canet
  - Champ Gain
  - Clavaillon
  - Clos de la Garenne
  - Clos de la Mouchère
  - Hameau de Blagny
  - La Garenne
  - La Truffière
  - Le Cailleret
  - Les Chalumaux
  - Les Combettes
  - Les Demoiselles
  - Les Folatières
  - Les Perrières
  - Les Pucelles
  - Les Referts
  - Sous le Puits
- Rully
  - Agneux
  - Champs Cloux
  - Chapitre
  - Clos du Chaigne à Jean de Franc
  - Clos Saint-Jacques
  - Cloux
  - Gresigny
  - La Bressande
  - La Fosse
  - La Pucelle
  - La Renarde
  - Le Meix Cadot
  - Le Meix Caillet
  - Les Pierres
  - Margotés
  - Marissou
  - Molesme
  - Montpalais
  - Pillot
  - Preaux
  - Rabourcé
  - Raclot
  - Vauvry
- Saint-aubin
  - Bas de Vermarain à l'est
  - Derrière chez Edouard
  - Derrière la Tour
  - Echaille
  - En Créot
  - En la Ranche
  - En Montceau
  - En Remilly
  - En Vollon à l'Est
  - Es Champs
  - La Chatenière
  - Le Bas de Gamay à l'Est
  - Le Charmois
  - Le Puits
  - Les Castets
  - Les Champlots
  - Les Combes
  - Les Combes au Sud
  - Les Cortons
  - Les Frionnes
  - Les Murgers des Dents de Chien
  - Les Perrières
  - Les Travers de Marinot
  - Marinot
  - Pitangeret
  - Sous Roche Dumay
  - Sur Gamay
  - Sur le Sentier du Clou
  - Vignes Moingeon
- Santenay
  - Beauregard
  - Beaurepaire
  - Clos de Tavannes
  - Clos des Mouches
  - Clos Faubard
  - Clos Rousseau
  - Grand Clos Rousseau
  - La Comme
  - La Maladière
  - Les Gravières
  - Les Gravières - Clos de Tavannes
  - Passetemps - Clos Bellefond
- Savigny-lès-beaune
  - Aux Clous
  - Aux Fourneaux
  - Aux Gravains
  - Aux Guettes
  - Aux Petits Liards
  - Aux Serpentières
  - Basses Vergelesses
  - Bataillière
  - Champ Chevrey
  - La Dominode
  - Les Charnières
  - Les Haut Jarrons
  - Les Hauts Marconnets
  - Les Jarrons
  - Les Lavières
  - Les Marconnets
  - Les Narbantons
  - Les Peuillets
  - Les Rouvrettes
  - Les Talmettes
  - Les Vergelesses
  - Petits Godeaux
  - Redrescul
- Volnay
  - Carelle sous la Chapelle
  - Champans
  - Clos de la Barre
  - Clos de La Bousse d'Or
  - Clos de la Cave des Ducs
  - Clos de la Rougeotte
  - Clos de l'Audignac
  - Clos des 60 Ouvrées
  - Clos des Chênes
  - Clos des Ducs
  - Clos du Château des Ducs
  - Clos du Verseuil
  - En Chevret
  - Fremiets
  - Fremiets - Clos de la Rougeotte
  - La Gigotte
  - Lassolle
  - Le Ronceret
  - Le Village
  - Les Angles
  - Les Brouillards
  - Les Caillerets
  - Les Lurets
  - Les Mitans
  - Pitures dessus
  - Robardelle
  - Santenots
  - Taille Pieds
- Vosne-romanée
  - Au-dessus des Malconsorts
  - Aux Brulées
  - Aux Malconsorts
  - Aux Raignots
  - Clos des Reas
  - Cros Parantoux
  - En Orveaux
  - La Croix Rameau
  - Les Beaux Monts
  - Les Chaumes
  - Les Gaudichots
  - Les Petits Monts
  - Les Rouges
  - Les Rouges Du Dessus
  - Les Suchots
- Vougeot
  - Clos de la Perrière
  - Le Clos Blanc
  - Les Crâs
  - Les Petits Vougeots